# Ziegenkäse

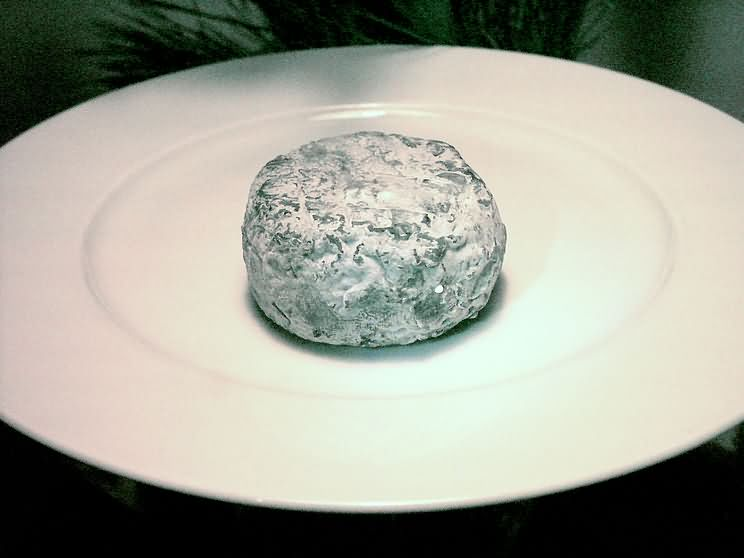
Cabri gatineau, Ziegenfrischkäse mit Asche und Edelschimmel aus Frankreich

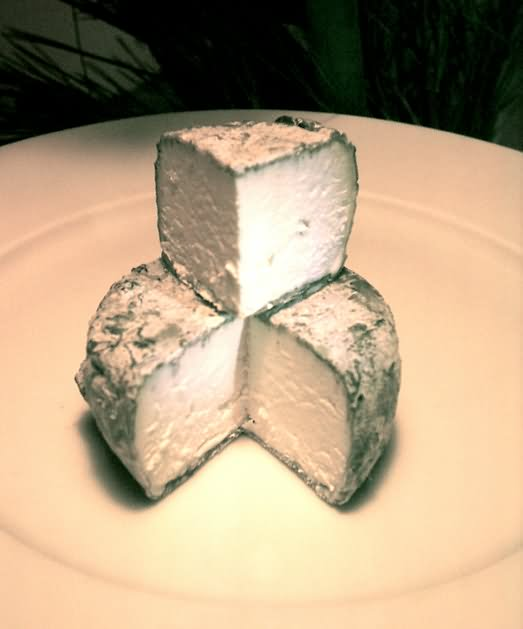
Cabri gatineau, 45 % F.i.Tr.

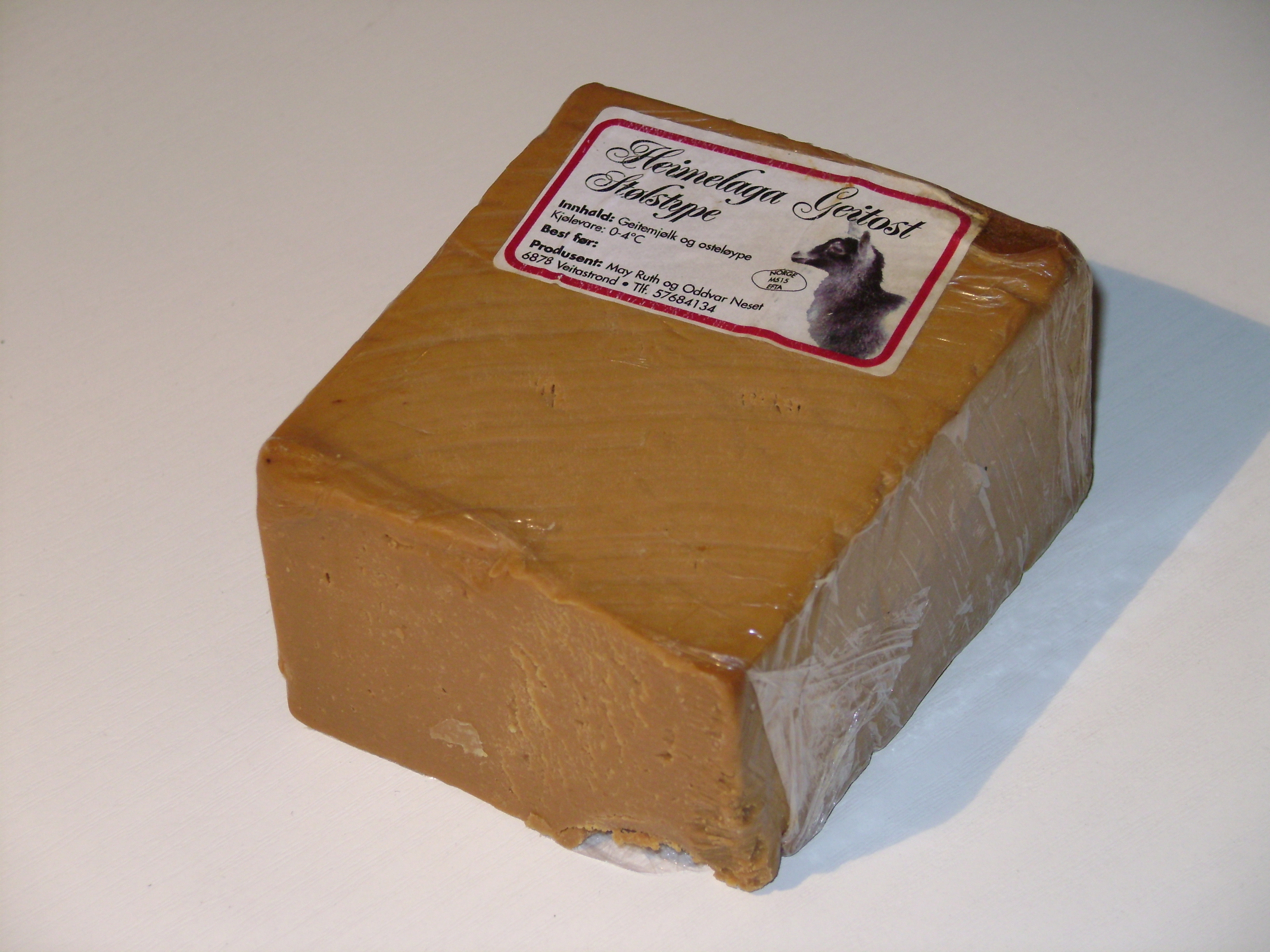
Geitost

Ziegenkäse (in der Schweiz Geisskäse oder Geisschäs) ist Käse aus Ziegenmilch.
Es gibt, wie auch bei Käse aus Kuhmilch, eine große Bandbreite von unterschiedlichen Sorten. Nicht jede Sorte wird zu 100 % aus Ziegenmilch hergestellt, oft ist Kuh- oder Schafsmilch untergemischt. In Deutschland muss ein als Ziegenkäse deklarierter Käse zu 100 % aus Ziegenmilch bestehen (§14,8 Käseverordnung).
Eine lokale Spezialität ist der Altenburger Ziegenkäse  g. U. Er ist in der EU unter diesem Namen als geschützte Ursprungsbezeichnung eingetragen und darf mit dem entsprechenden Siegel ausgezeichnet werden.
Die Sorten reichen von Frischkäse über Weich- und Schimmelkäse bis hin zu Hartkäse. Das Aroma reicht von mild und cremig bis kräftig-aromatisch.
Die Inhaltsstoffe des Käses sind weitestgehend identisch mit denen des Käses aus Kuhmilch. Der Anteil an Fett und Casein ist jedoch etwas geringer. Manche Menschen mit Milcheiweiß-Unverträglichkeit vertragen diesen Käse.

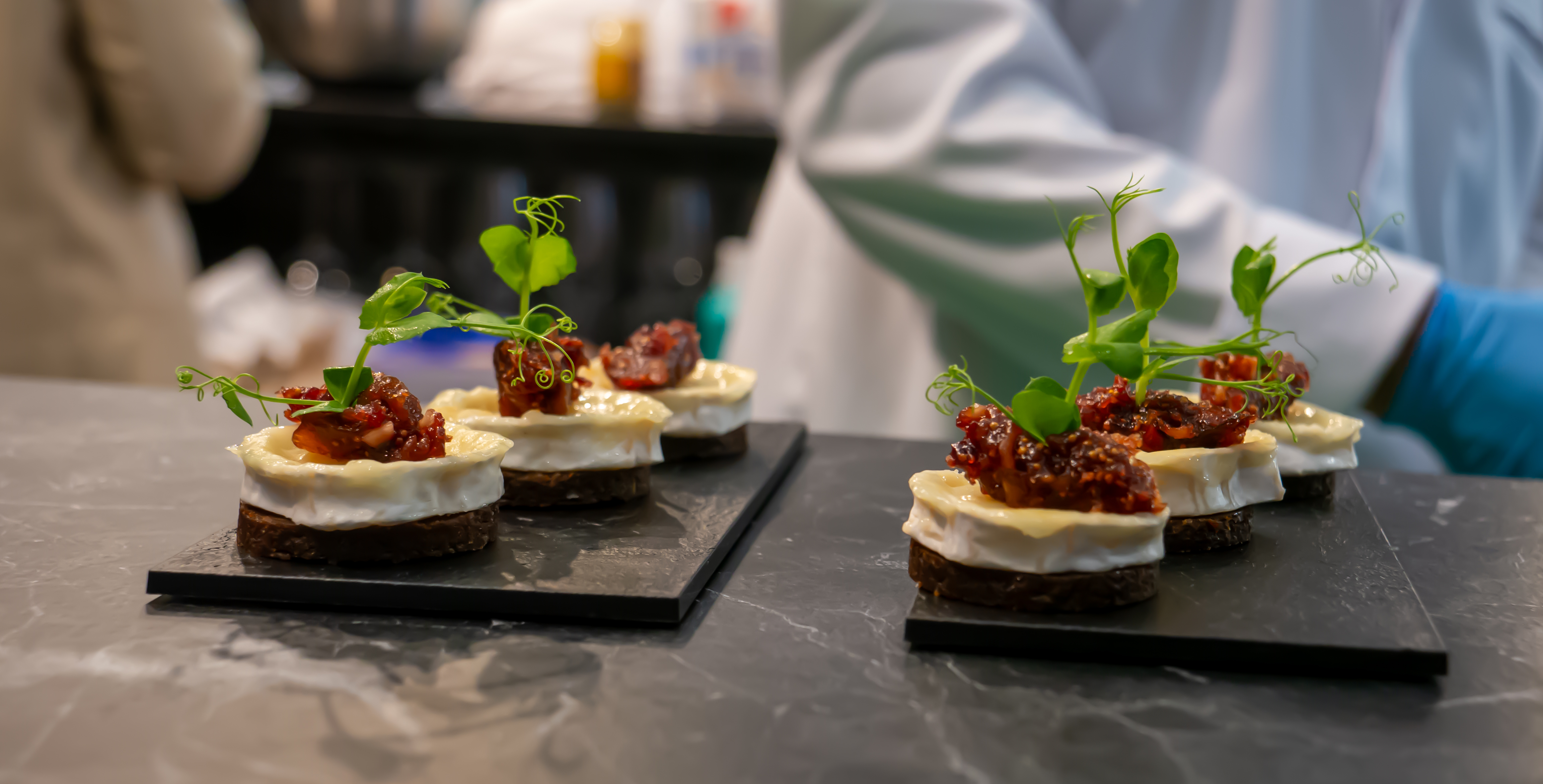
Gebackener Ziegenkäse mit Dattelchutney auf Pumpernickel

## Ziegenkäse
- Altenburger Ziegenkäse
- Banon
- Brousse du Rove
- Chabichou du Poitou
- Charolais
- Chevrotin
- Crottin de Chavignol
- Ekte Geitost
- Ibores
- Mâconnais
- Majorero
- Pélardon
- Picodon
- Pouligny Saint-Pierre
- Rigotte de Condrieu
- Rocamadour
- Sainte-Maure de Touraine
- Selles-sur-Cher
- Valençay